# Felipe Villegas
Felipe Villegas (Zacatelco, Tlaxcala, ¿?-San Juan Ixcoalco, Tlaxcala, 27 de julio de 1914) fue un militar mexicano quién participó en la Revolución mexicana. Comenzó a introducirse en la política desde 1909, en 1910 se levantó en armas contra el ejército maderista. En el año siguiente, controlaba el centro sur de Tlaxcala. Después de su muerte, Domingo Arenas tomó el dominio de sus fuerzas.